# Капкан (фильм, 2021)
«Капкан» — российский фильм 2021 года, дебют режиссёра Галины Уразовой, дипломная работа как выпускницы Высших курсов сценаристов и режиссёров. Сценарий написан совместно с Натальей Кудряшовой, награждён призом за лучший сценарий на кинофестивале «Окно в Европу», награждён призом за лучший игровой фильм Гильдией кинорежиссёров России и многими другими призами. Фильм открыл кругосветный тур российского кино по городам Африки, Латинской Америки, Азии, Австралии и Океании. Премьера фильма прошла в кинотеатре «КАРО Октябрь 11», в большом зале.

## Сюжет
Егерь Иван живёт со своей женой Александрой на старом хуторе вдали от цивилизации. Он угрюмый ветеран войны, закрывшийся в себе, ушедший в мир леса, где проводит всё время. После того, как в семье произошли трагические события, в их отношениях царит тотальная дисгармония. Они не разговаривают и даже не касаются друг друга. Александра безропотно живёт с ним, терпя его равнодушие. И этому не видно конца. Но однажды Александра задумывается о свободе, когда Иван забывает свой карабин…

## В ролях
- Мария Болтнева — Александра
- Максим Колесниченко — Иван, егерь
- Дмитрий Мотовилов — браконьер
- Константин Мельников — эпизод

## Съёмки
Съёмки велись на хуторах Родники и Красный Пахарь Воронежской области.

## Критика
«Капкан» — кино почти бессловное (первая реплика появляется здесь ближе к концу), но оттого не менее зрелищное. Будто бы следуя традициям Ким Ки Дука, режиссёрка Галина Уразова снимает медитативную и поэтичную историю о непростых людях, чья жизнь оборвалась после тяжелейшей утраты. Все секреты «Капкан» будет выдавать деталями, намёками, и в этой художественной незамысловатости обаяния и, уж простите, житейской правды, честно говоря, больше, чем в самых «разговорчивых» фильмах минувшего «Окна в Европу».— Film.ru

«Сразу скажу, что фильм мне кажется произведением, выдающимся практически во всех своих компонентах – рассказанной без слов истории, отработанной изобразительным решением, подбором актеров, великолепной работой Марии Болтневой и уникальным умением работать с животными. Работа безусловно не только заслуживает отличной оценки, но может быть представлена на любой крупный фестиваль...»— Кирилл Разлогов Канны, 2021 год (советский и российский киновед, культуролог, критик и телеведущий, журналист, педагог. Доктор искусствоведения. Президент Гильдии киноведов и кинокритиков России (2015—2021). Заслуженный деятель искусств Российской Федерации (1996).

## Фестивали и награды
- Приз за лучший сценарий кинофестиваля «Окно в Европу» (2021)
- Приз за лучший игровой фильм от Гильдии кинорежиссеров России кинофестиваля «Восемь женщин» (2023)
- Приз Гран-При (The Grand Prix FACAB) за полнометражный фильм кинофестиваля «Северное сияние» (2023)
- Приз за лучший полнометражный фильм кинофестиваля «Белая птица» (2023)
- Приз за лучший полнометражный фильм кинофестиваля «Zilant» (2023)
- Приз за лучшую женскую роль Чебоксарского международного кинофестиваля (2022)
- Приз за лучшую женскую роль кинофестиваля «Zilant» (2023)
- Приз за лучшую звукорежиссуру кинофестиваля «Сочинский международный кинофестиваль и кинопремии» (2021)
- Приз за лучшую операторскую работу кинофестиваля Буддистский международный кинофестиваль (2023)
- Приз «Понять русскую душу» за полнометражный фильм Международного русского кинофестиваля (2023)
- Победа на международном фестивале фильмов о правах человека «Сталкер» (2023)
- Фильм участвовал в конкурсной программе V-го Ялтинского кинофестиваля «Евразийский мост» (2021), но не был отмечен призами.